# 南投地震 (2013年6月)
南投地震（なんとうじしん）は、2013年6月2日13時43分（台湾標準時）、台湾の南投県仁愛郷内で発生したマグニチュード6.5の地震である。
南投県と嘉義県の阿里山で落石のため2人が死亡し、南投県で土砂崩れのため1人が行方不明となった。
同年3月にも、同じ仁愛郷内でマグニチュード6.1の地震が起きている。